# Ion Chicu
Ion Chicu, né le 28 février 1972 à Pîrjolteni en Calarasi, est un homme d'État moldave, Premier ministre du 14 novembre 2019 au 31 décembre 2020.

## Biographie
Ion Chicu est père de trois enfants. Il est diplômé en économie de l'Academy of Economic Studies of Moldova. 
Le 10 décembre 2018, il devient ministre des Finances dans le gouvernement Filip.

### Premier ministre
Un désaccord sur une réforme du mode d'élection du procureur de la République, voulue par la Première ministre Maia Sandu, mène le 6 novembre 2019 au dépôt par le Parti des socialistes de la république de Moldavie (PSRM) d'une motion de censure, qui est votée le 12 novembre, avec le soutien des démocrates, par 63 voix sur 101. Les différentes formations politiques disposent alors de trois mois pour s'entendre sur un nouveau gouvernement, faute de quoi le Parlement sera dissous, entraînant des élections législatives anticipées,.
Le 13 novembre, Ion Chicu est chargé de former un gouvernement dont la composition est approuvée le lendemain par le Parlement. Les ministres entrent en fonction dans la foulée,. 
Le 23 décembre 2020, il annonce sa démission, à la veille de l'investiture de Maia Sandu comme présidente de la République, mais demeure en fonction jusqu'au 31 décembre.